# Schlumberger Limited
Schlumberger Limited (Công ty trách nhiệm hữu hạn Schlumberger) là công ty lớn nhất thế giới hoạt động trong lĩnh vực dịch vụ dầu khí. Nhân viên của công ty là gần 126.000 người, đến từ hơn 140 quốc gia, và hoạt động tại hơn 80 nước trên thế giới. Trụ sở chính của công ty đặt tại Paris, Houston, London và La Hay.

## Lịch sử

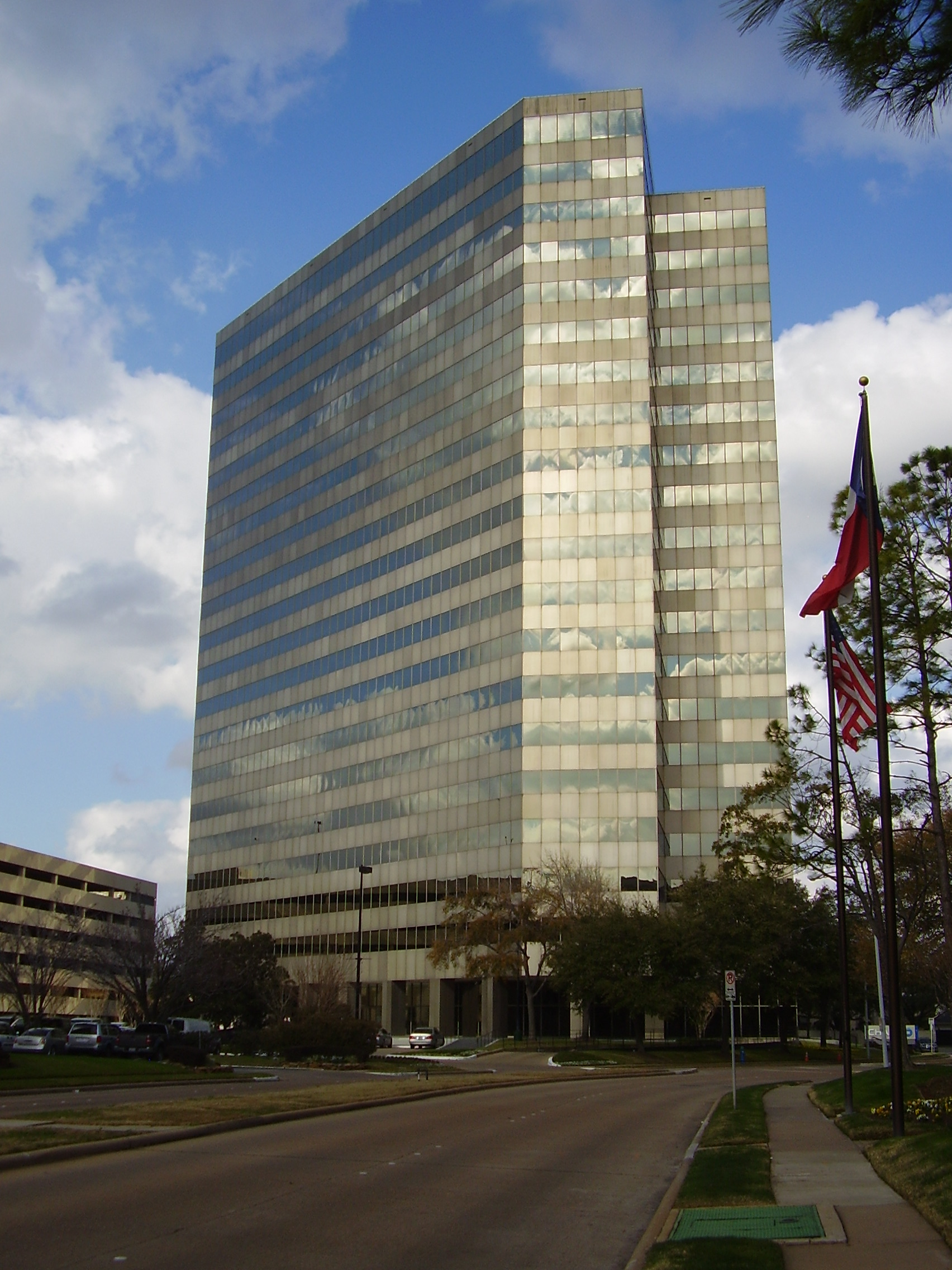
Trụ sở chính của Schlumberger tại Houston

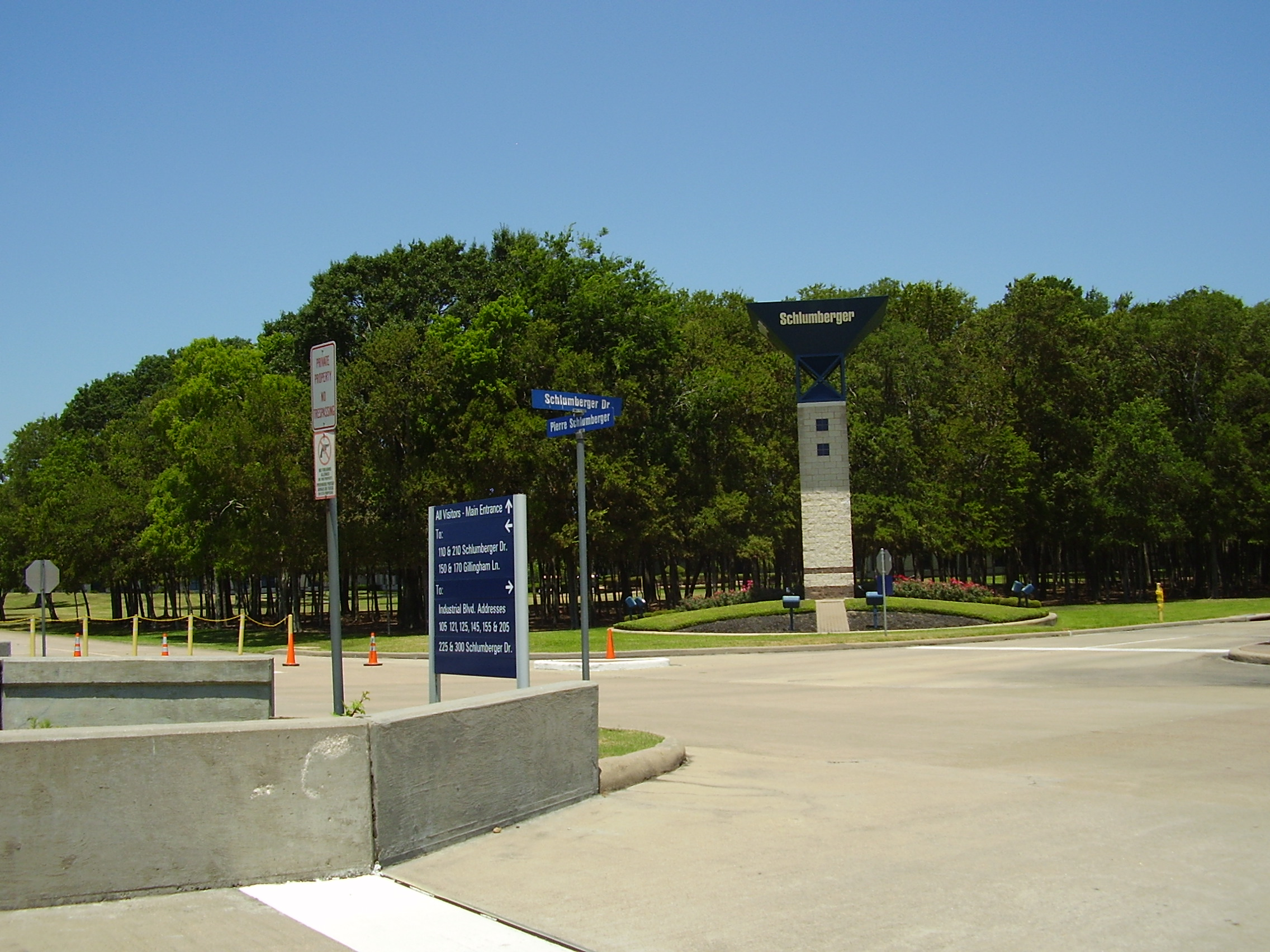
Khu liên hợp Schlumberger tại Sugar Land, Texas

Schlumberger được thành lập năm 1926 bởi 2 anh em người Pháp Conrad và Marcel Schlumberger với cái tên Société de prospection électrique . Ngày nay công ty cung cấp cho ngành công nghiệp Dầu khí những dịch vụ như thăm dò địa chấn, đánh giá thành hệ, thử giếng, khoan định hướng, trám xi măng, thu hồi tăng cường, khai thác nhân tạo (khai thác phun nhân tạo, bơm cơ học,...), hoàn thiện giếng, cung cấp các phần mềm và quản lý thông tin,... Công ty cũng tham gia ngành công nghiệp khai thác nước ngầm và chôn lấp cacbon.
Hai anh em nhà Schlumberger có nhiều kinh nghiệm trong nghiên cứu địa vật lý ở các nước như Romani, Canada, Serbia, Nam Phi, Cộng hòa dân chủ Công gô và Hoa Kỳ. Công ty của họ cung cấp dịch vụ đo vẽ bản đồ bằng điện, và lần đầu tiên đã ghi được địa vật lý giếng khoan bằng phương pháp log điện trở tại Merkwiller-Perchelboronn, Pháp, năm 1927. Công ty nhanh chóng mở rộng, carota giếng khoan đầu tiên của công ty tại Mỹ năm 1929, tại Kern County, California. Năm 1935, Schlumberger Well Surveying Corporation' được thành lập tại Houston, sau đó đổi tên thành Schlumberger Well Services', và cuối cùng là Schlumberger' Wireline & Testing'. Schlumberger chú trọng đầu tư vào nghiên cứu, mở trung tâm Schlumberger-Doll Research tại Ridgefield, Connecticut năm 1948, đóng góp cho sự phát triển trong chế tạo các công cụ carota.
Tại Việt Nam, Schumberger hiện tại đang là công ty cung ứng dich vụ dầu khí được xem là hàng đầu hiện nay, với trụ sở công ty tại TP Vũng Tàu và chi nhánh tại TP. Hồ Chí Minh.